# Anderson (Dél-Karolina)
Anderson település az Amerikai Egyesült Államok Dél-Karolina államában, Anderson megyében, melynek megyeszékhelye is. Lakosainak száma 28 106 fő (2020. április 1.).

## Népesség
A település népességének változása:

| 2010 | 26 686 |
| 2020 | 28 106 |